# Février (film, 2020)
Pour les articles homonymes, voir Février (homonymie).
Pour plus de détails, voir Fiche technique et Distribution.
Février (Февруари) est un film bulgare réalisé par Kamen Kalev et sorti en 2020. Il figure dans la Sélection officielle du Festival de Cannes en 2020.

## Synopsis
La vie d'un homme proche de la nature bulgare, en trois temps : enfance, jeunesse, vieillesse, inspirée par le grand-père du réalisateur.

## Fiche technique
Sauf indication contraire, les informations mentionnées dans cette section peuvent être confirmées par la base de données cinématographiques IMDb,  présente dans la section « Liens externes ».
- Titre original : Февруари
- Titre français : Février
- Réalisation et scénario : Kamen Kalev
- Musique : Petar Dundakov
- Photographie : Ivan Tchertov
- Production : Céline Chapdaniel, Diane Jassem, Kamen Kalev, Filip Todorov
- Société de production : Koro Films
- SOFICA : Cinécap 3
- Société(s) de distribution : UFO Distribution
- Pays de production :  Bulgarie /  France
- Langue originale : bulgare
- Format : couleur
- Genre : drame
- Durée : 125 minutes
- Dates de sortie : 2020, 2021 (sortie en salle)
  - France : 30 juin 2021

## Distribution
- Latchezar Dimitrov : Petar (8 ans)
- Kolyo Ivanov Dobrev : Petar (adulte)
- Ivan Nalbantov : Petar (vieillard)
- Hristo Dimitrov-Hindo : le grand-père de Petar
- Milko Lazarov : le capitaine
- Aleksiya Georgieva : Kuna
- Nentcho Kostov : le poète

## Sortie

### Accueil critique
En France, le site Allociné recense une moyenne des critiques presse de 4/5.

## Distinctions

### Sélections
- Label Festival de Cannes 2020